# Пешково (Новосибирская область)
Пешково — деревня в Убинском районе Новосибирской области. Административный центр Пешковского сельсовета.

## География
Площадь деревни — 73 гектаров.

## Население
| 2002 | 2007 | 2010 |
| ---- | ---- | ---- |
| 266  | ↘249 | ↘207 |

## Инфраструктура
В деревне по данным на 2007 год функционируют 1 учреждение здравоохранения и 1 учреждение образования.